# Vasco Rossi @ S.Siro 03
Vasco Rossi @ S.Siro 03 è un video di Vasco Rossi uscito nel 2003 in VHS e doppio DVD. Contiene registrazioni live tratte dal concerto tenuto dal rocker l'8 luglio 2003 a Milano, presso lo Stadio Giuseppe Meazza.
La tracklist è del tutto simile a quella del concerto, con la sola esclusione di Rock 'n' roll show, presentata come inedito dal vivo. Da notare che in questo live l'artista canta Generale di Francesco De Gregori.
Oltre al concerto, un secondo disco contiene anche l'intervista e una fotogallery, oltre che la versione in multicam di Vita spericolata e Albachiara e numerose informazioni sul palco e sul concerto.

## Formazione
- Vasco Rossi - voce
- Clara Moroni - coro
- Alberto Rocchetti - tastiera
- Claudio Golinelli - basso
- Maurizio Solieri - chitarra
- Stef Burns - chitarra
- Mike Baird - batteria
- Frank Nemola - tastiera, tromba
- Andrea Innesto - sax

## Tracce

### DVD 1
1. Intro: Credi davvero
2. Asilo Republic
3. Ti prendo e ti porto via
4. Splendida giornata
5. Se è vero o no
6. Vivere
7. Ogni volta
8. Fegato spappolato
9. Rewind
10. Io no
11. Non appari mai
12. Stupido Hotel
13. Interlude - S.Siro 2003
14. Toffee
15. Gabri
16. Una canzone per te
17. Sally
18. C'è chi dice no
19. Mi si escludeva
20. Gli spari sopra
21. Siamo soli
22. Generale
23. Liberi liberi
24. Bollicine
25. Siamo solo noi
26. Vita spericolata
27. Albachiara

### DVD 2
1. Vasco Rossi interview
2. Team profiles
3. Building the stage
4. Photo gallery Vasco Rossi
5. Technical designs and renders
6. Stage photos
7. Graphics & stage project
8. Motion graphics
9. Vita spericolata (in multicam)
10. Albachiara (in multicam)

## Classifiche
| Classifica (2003) | Posizione massima |
| ----------------- | ----------------- |
| Italia            | 1                 |

### Classifiche di fine anno
| Classifica (2003) | Posizione |
| ----------------- | --------- |
| Italia            | 1         |
| Classifica (2004) | Posizione |
| Italia            | 2         |
| Classifica (2005) | Posizione |
| Italia            | 17        |